# Кејти Мун
Кетрин Елизабет Мун ((енгл. Kathryn Elizabeth Moon), девојачко Наџет (енгл. Nageotte); Лејквуд, 13. јун 1991.) је америчка скакачица с мотком. Освојила је златне медаље на Олимпијским играма у Токију 2020. и сребрне медаље на Светском првенству у дворани 2022. и Олимпијским играма 2024.

## Биографија
Кејти Наџет се бавила скоковима у воду и гимнастиком у средњој школи. Школу је завршила са личним рекордом од 3.97 метара у скоку с мотком.
Студије је почела је на Универзитету у Дејтону, а завршила на Универзитету Ашланду.
Наџет је потписала спонзорски уговор са Најкијем 2018.
Кејти Наџет се 2022. удала за Југа Муна (енгл. Hugo Moon) па је променила презиме у Мун.

## Достигнућа

### Међународна такмичења
| Година | Такмичење                   | Место                           | Позиција | Дисциплина  | Резултат | Белешка |
| ------ | --------------------------- | ------------------------------- | -------- | ----------- | -------- | ------- |
| 2024   | Олимпијске игре             | Париз, Француска                | 2.       | Скок мотком | 4.85 м   |         |
| 2024   | Светско првенство у дворани | Глазгов, Шкотска                | 3.       | Скок мотком | 4.75 м   |         |
| 2023   | Светско првенство           | Будимпешта, Мађарска            | 1.       | Скок мотком | 4.90 м   |         |
| 2022   | Светско првенство           | Јуџин, САД                      | 1.       | Скок мотком | 4.85 м   |         |
| 2022   | Светско првенство у дворани | Београд, Србија                 | 2.       | Скок мотком | 4.75 м   |         |
| 2021   | Олимпијске игре             | Токио, Јапан                    | 1.       | Скок мотком | 4.90 м   |         |
| 2018   | Светски куп                 | Лондон, Уједињено Краљевство    | 2.       | Скок мотком | 4.68 м   |         |
| 2018   | Светско првенство у дворани | Бирмингем, Уједињено Краљевство | 5.       | Скок мотком | 4.70 м   |         |